# Carl Ebert
Carl Anton Ebert (Berlín, 20 de febrer, 1887 - Santa Monica, Califòrnia), 14 de maig, 1980), a va ser un actor, director i director artístic alemany.

## Biografia
Carl Ebert va completar els seus estudis d'actuació amb Max Reinhardt. Després va treballar com a actor en diferents escenaris i va aparèixer en nombroses produccions de cinema i televisió (vegeu filmografia). El 1927 va esdevenir director d'òpera i director artístic al Teatre Estatal de Darmstadt abans de passar al mateix càrrec a la "Deutsche Oper Berlin" el 1931 i ocupar aquest càrrec fins al 1933. Després que els nacionalsocialistes van arribar al poder, va ser difamat per la comunitat cultural nazi com a "bolxevic musical" o com a "bolxevic cultural". Ebert va emigrar a Turquia via Suïssa i Anglaterra, i el 1948 es va traslladar als EUA.
A Anglaterra, Ebert va fundar el Festival de Glyndebourne juntament amb Fritz Busch i hi va treballar com a director artístic fins al 1939 i de nou als anys cinquanta. El 1936 es va traslladar a Ankara, on va tenir un paper destacat en l'establiment del conservatori estatal i del teatre estatal. La primera obra que hi va interpretar va ser Madame Butterfly de Giacomo Puccini en turc. El seu assistent durant aquest temps va ser l'escriptor Sabahattin Ali.
Ebert va dirigir l'Institut per l'Òpera de la Universitat del Sud de Califòrnia a Los Angeles de 1948 a 1954. De 1954 a 1961 va ser novament nomenat director artístic de la "Deutsche Oper Berlin". Després de la seva direcció artística allà, Ebert va romandre associat a la "Deutsche Oper" com a director.
El 1955 es va convertir en el primer president del Centre Alemany de l'Institut Internacional del Teatre.
Carl Ebert va ser el pare del director d'òpera britànic-alemany Peter Ebert (1918–2012). El seu net Alex Ebert és el líder de la banda nord-americana "Edward Sharpe and the Magnetic Zeros".

## Filmografia
- 1913: Das verschleierte Bild von Groß-Kleindorf
- 1914: Der Prinzenraub
- 1914: Erlkönigs Tochter
- 1914: Der Golem
- 1915: Der springende Hirsch
- 1915: § 14 BGB
- 1919: Die lebende Tote
- 1920: Die geschlossene Kette
- 1921: Der Stier von Olivera
- 1923: Nora
- 1923: Erdgeist
- 1923: Wilhelm Tell
- 1923: Der Kaufmann von Venedig
- 1923: Das unbekannte Morgen
- 1924: Lebende Buddhas
- 1925: Das Abenteuer der Sybille Brant
- 1926: Fiaker Nr. 13
- 1926: Sein großer Fall
- 1963: Schwäbische Geschichten
- 1964: Ödenwaldstetten (altaveu)

## Premis
- 1957: Ernst-Reuter-Plakette
- 1960: Orde al Mèrit de la República Federal Alemanya
- 1961: Deutscher Kritikerpreis
- 1961: Comandant de l'Orde de l'Imperi Britànic
- 1966: Creu del comandant Orde del Mèrit de la República Italiana
- 1977: Full de plata de la Unió de Dramaturgs.